# Прошлые жизни
«Прошлые жизни» (англ. Past Lives) — американский художественный фильм режиссёра Селин Сон. Главные роли в нём сыграли Джон Магаро, Грета Ли, Тео Ю. Премьера картины состоялась 21 января 2023 года на кинофестивале «Сандэнс», 20 февраля 2023 года фильм показали на 73-м Берлинском кинофестивале.

## Сюжет
В 2000 году в Сеуле, Южная Корея, На Ён и Хэ Сон — 12-летние одноклассники, начинают испытывать друг к другу чувства и отправляются на свидание, устроенное их родителями. Вскоре после этого семья На Ён эмигрирует в Торонто, и они теряют связь. На Ён меняет имя на Нора Мун.
Двенадцать лет спустя, в 2012 году, Хэ Сон закончил службу в армии, а Нора переехала в Нью-Йорк. Однажды Нора обнаруживает в Facebook сообщение Хэ Сона о том, что он ищет На Ён, не зная о смене её имени. Они снова общаются по видеосвязи, но не могут встретиться, так как Нора планирует посетить писательский семинар в Монтоке, а Хэ Сон уезжает в Китай по обмену, чтобы учить севернокитайский язык. В конце концов Нора говорит Хэ Сону, что им следует на время прекратить общение, так как она хочет сосредоточиться на писательстве и жизни в Нью-Йорке. На своем семинаре Нора встречает Артура Затуранского, и они влюбляются друг в друга. Хэ Сон также встречает женщину, с которой начинает встречаться.
Проходит ещё двенадцать лет, Артур и Нора женаты и живут в Нью-Йорке. Хэ Сон, больше не встречающийся со своей девушкой, отправляется туда, чтобы встретиться с Норой. Артур задается вопросом, не является ли он препятствием в их несовершенной истории любви, и признается Норе, что у него были подозрения, что Нора вышла за него замуж, чтобы получить грин-карту для проживания в США. Нора подтверждает, что любит Артура. На следующий вечер все трое отправляются на ужин. Поначалу Нора переводит каждый диалог, но в итоге разговаривает с Хэ Соном исключительно на корейском. Он интересуется, кем они были друг для друга в прошлой жизни и что было бы, если бы она не уехала из Южной Кореи и они остались бы вместе. Когда Нора уходит в уборную, Хэ Сон извиняется перед Артуром за то, что разговаривает с Норой наедине, но Артур говорит, что рад, что встретил его.
Они возвращаются в квартиру Артура и Норы. Хэ Сон приглашает их приехать к нему в Южную Корею и вызывает Uber. Нора ждет вместе с ним, и они долго смотрят друг на друга, пока не приезжает машина. Хэ Сон задается вопросом, не переживали ли они в тот момент прошлую жизнь, и спрашивает Нору, какими будут их отношения в следующей жизни. Нора отвечает, что не знает. Хэ Сон говорит: «Тогда увидимся». Он уезжает на машине, а она возвращается в свою квартиру и плачет в объятиях Артура.

## В ролях
- Грета Ли — Нора Мун
- Джон Магаро — Артур
- Тео Ю — Хэ Сон

## Производство и премьера
Проект был анонсирован в 2020 году. Режиссёром и сценаристом с самого начала была Селин Сон (для неё это режиссёрский дебют), продюсировала фильм компания A24. В августе 2021 года главные роли получили Грета Ли и Джон Магаро.
Премьера картины состоялась 21 января 2023 года на кинофестивале «Сандэнс». Там он был оценён очень высоко: по итогам опроса фестивальной прессы от IndieWire «Прошлые жизни» получили больше всего первых мест. Звучали оценки «первый великий фильм 2023 года», «сокровище», «один из сильнейших дебютов Сандэнса за все последние годы», «Селин Сон — одна из самых захватывающих режиссёров будущего», «игра трёх главных актёров просто не может быть лучше». 20 февраля 2023 года фильм показали на 73-м Берлинском кинофестивале.

## Отзывы и оценки
Фильм получил почти исключительно положительные отзывы в прессе. По данным агрегатора Rotten Tomatoes, 
96 % из 275 обзоров были положительными, со средней оценкой 9.1 из 10. Сайт обобщает мнения критиков так: «Впечатляющий дебют сценариста-режиссёра Селин Сон. Через связи между своими трогательно описанными главными героями «Прошлые жизни» остро высказываются о состоянии человека».
По итогам 2023 года многие издания включили «Прошлые жизни» в свои списки лучших фильмов года, в том числе Deadline, Time Out, Variety, «Кинопоиск», а также Британский институт кино. Издания Collider, Empire, The Guardian, IndieWire и Rolling Stone назвали его лучшим фильмом года.
Фильм занял 86-е место в списке «100 лучших фильмов XXI века», составленном газетой The New York Times.